# NLRP10
NLRP10 (англ. NLR family, pyrin domain containing 10) — цитозольный белок, Nod-подобный рецептор семейства NALP, продукт гена NLRP10, отрицательный регулятор воспаления. Клонирован в 2004 году.

## Функции
Ингибирует секрецию интерлейкина 1, опосредованную каспазой-1. Ингибирует апоптоз, опосредованный PYCARD, но не влияет на апоптоз, индуцированный FAS или BID. Ингибирует фактор транскрипции NF-κB и, таким образом, играет роль отрицательного регулятора воспаления.
Кроме этого, NLRP10 играет важную роль в эмиграции дендритных клеток из участка воспаления для доставки и представления антигена Т-лимфоцитам для их последующей дифференцировки.

## Структура
Зрелый белок состоит из 655 аминокислот, молекулярная масса — 75,0 кДа.  Молекула включает домены DAPIN и NACHT и участок связывания АТФ. Это единственный NOD-подобный рецептор, который не содержит LRR (лейцин-обогащённых)-повторов.
Взаимодействует с PYCARD, каспазой 1 and интерлейкин-1β.

## Тканевая специфичность
Высокий уровень экспрессии в сердце, мозге и скелетных мышцах. В меньшей степени экспрессирован в большинстве других тканей.